# Convento de Santa Isabel de los Ángeles
El convento de Santa Isabel de los Ángeles es un antiguo convento del siglo XV, ubicado en el barrio de Santa Marina de Córdoba, Andalucía, España. Fue declarado Bien de Interés Cultural en la categoría de Monumento el 6 de noviembre de 2018.
Al conjunto conventual se accede a través de un espacio adintelado al que abren las portadas de la iglesia y la sacristía.

## Historia
La aristócrata Marina de Villaseca fundó en 1483 la primera congregación femenina de monjas franciscanas, quien trasladó en 1491 el monasterio a la ubicación actual tras la confirmación por el pontífice Inocencio VIII. El convento se ubicó en unas casas que Marina de Villaseca poseía junto a la ermita de la Visitación de la Virgen a Santa Isabel, de ahí la denominación del mismo. Dos años más tarde se efectuó la compra de la huerta y posteriormente unas casas anexas para ampliar todo el complejo.
La autoría del complejo conventual es anónima debido a que se basa en la unión de diversas viviendas; no ocurre lo mismo con la iglesia, cuya ejecución fue realizada por el arquitecto Juan de Ochoa en 1583 y fue completada por Sebastián Vidal y Bernabé Gómez del Río en 1660.
La iglesia se concluyó en 1575, según figura en la fachada. Es de planta rectangular con una sola nave. La capilla mayor se encuentra separada de la nave por una reja, y está cubierta por una bóveda de crucería. Entre los elementos decorativos destacan relieves entre los que se destaca el realizado por Pedro Roldán con el tema de la Visitación.

### Conversión en hotel
El 22 de diciembre de 2016 las monjas vendieron el edificio a la inmobiliaria Arete 2016, asociados con la cadena hotelera H10, por 4,5 millones de euros para convertirlo en un hotel, tras el permiso de la Santa Sede, noticia que se hizo pública un mes más tarde y que fue recibida con gran estupor, según la abadesa debido a la «edad avanzada de las hermanas» y «la imposibilidad económica de seguir manteniendo el edificio». Los marqueses de Villaseca, antiguos patronos del cenobio, decidieron demandar este proceso de conversión en hotel, ya que se consideran promotores del mismo. No obstante, la demanda fue desestimada en enero de 2019 por el Juzgado de Primera Instancia número 1 de Córdoba. Finalmente, en julio de 2021 la Junta de Andalucía, tras la obtención de la licencia por el Ayuntamiento de Córdoba, autorizó la construcción del hotel, aunque la pandemia de Covid-19 retrasó el proyecto yen junio de 2022 la cadena hotelera H10 decidió cancelar el proyecto. El convento volvió a estar a la ventay fue adquirido en noviembre de 2023 por la empresa Zenit Hoteles.En enero de 2025 dicha empresa declaró que quiere realizar un hotel de cinco estrellas en el antiguo convento.